# تیمچه امین‌الدوله
تیمچه امین‌الدوله یا کاروانسرای امین‌الدوله از بناهای معماری و تاریخی مربوط به دوره قاجار است و در بازار کاشان واقع شده و این اثر در تاریخ ۲۹ دی ۱۳۵۳ با شماره ثبت ۱۰۱۶ به‌عنوان یکی از آثار ملی ایران به ثبت رسیده‌است.
استاد علی مریم کاشانی طراح و معمار این بنا بوده‌است که آن را بین سالهای ۱۲۸۰ تا ۱۲۸۴ هجری قمری ساخته‌است.
تیمچهٔ امین‌الدوله در بازار کاشان در مجاورت تیمچهٔ بخشی قرار دارد.

## نگارخانه

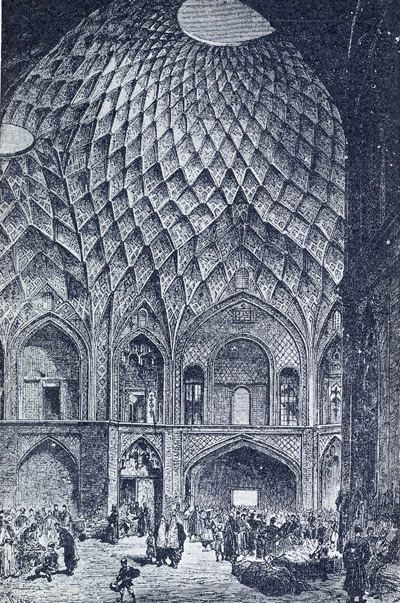
تیمچه امین‌الدوله در قرن هجدهم
نگاره‌ای از سقف تیمچهٔ امین‌الدوله
سقف تیمچه امین‌الدوله
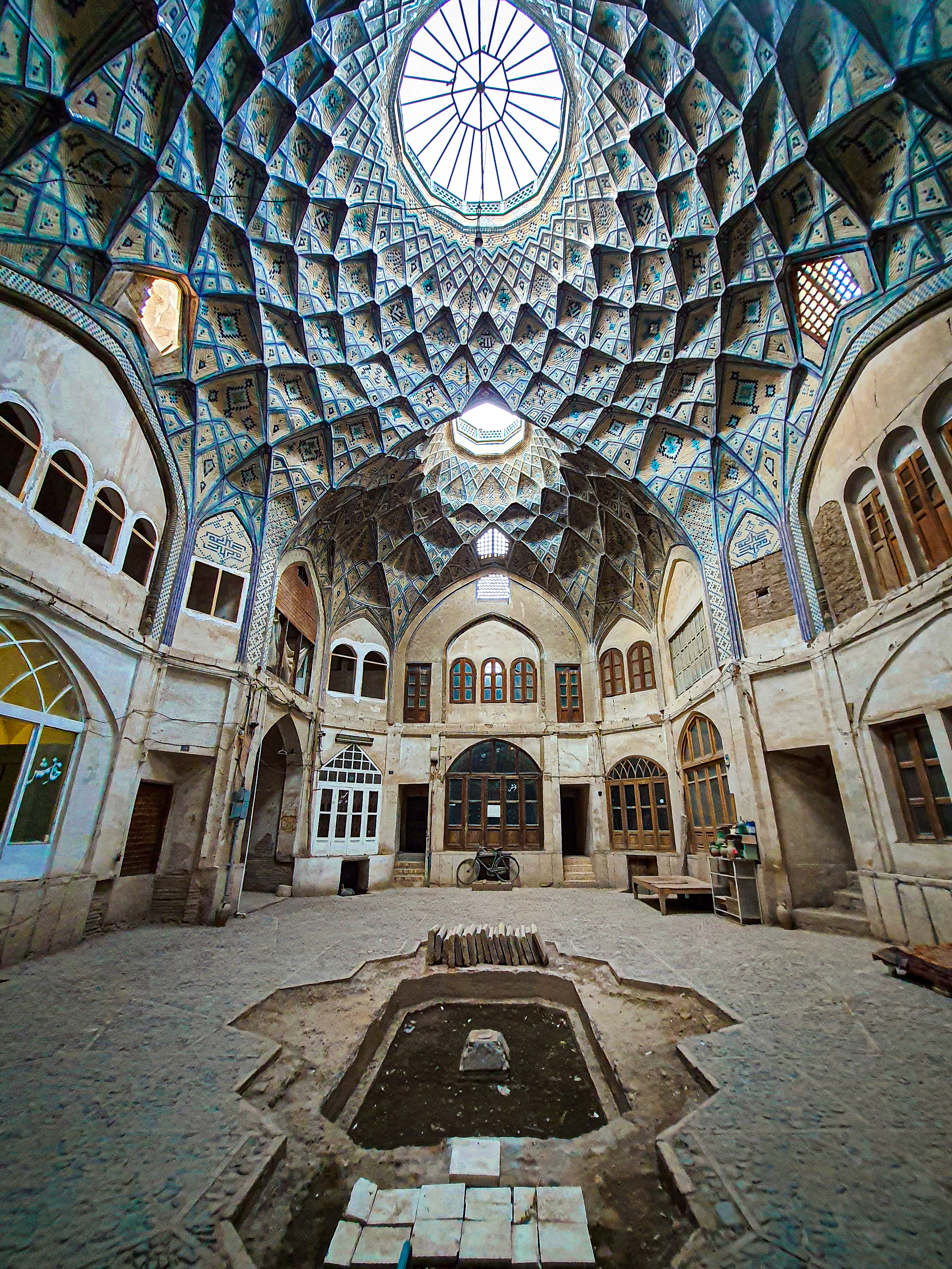
تیمچه امین‌الدوله
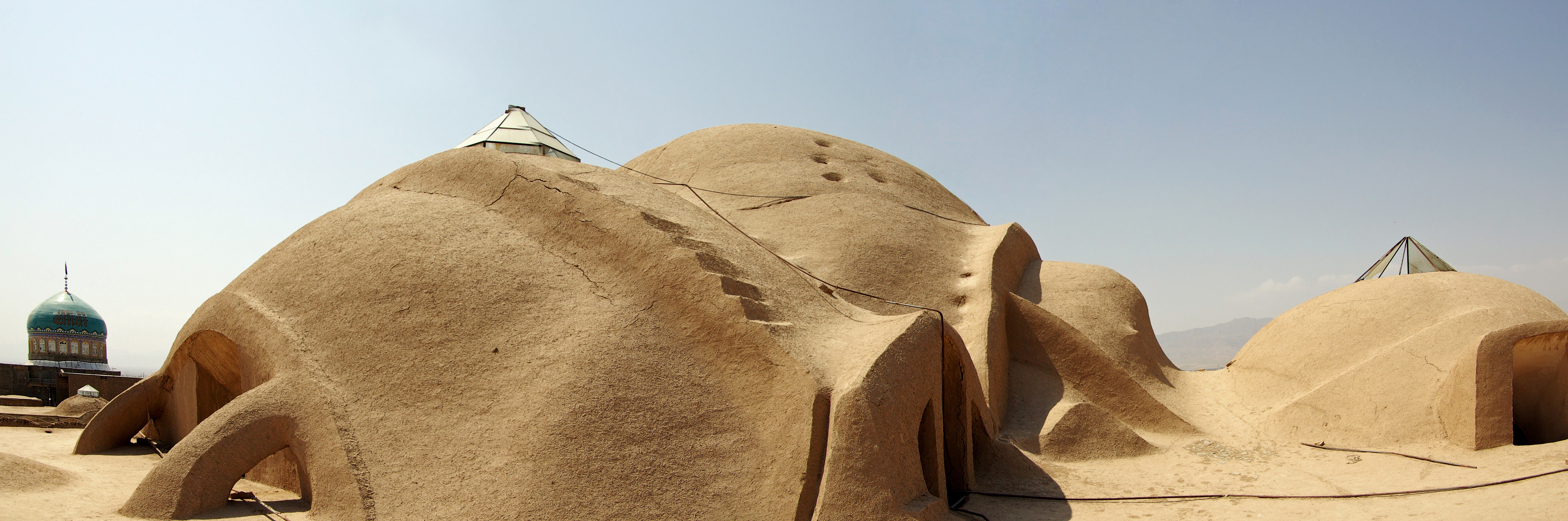
بر بام بازار کاشان. در زیر برآمدگی ها تیمچه امین الدوله قرار دارد
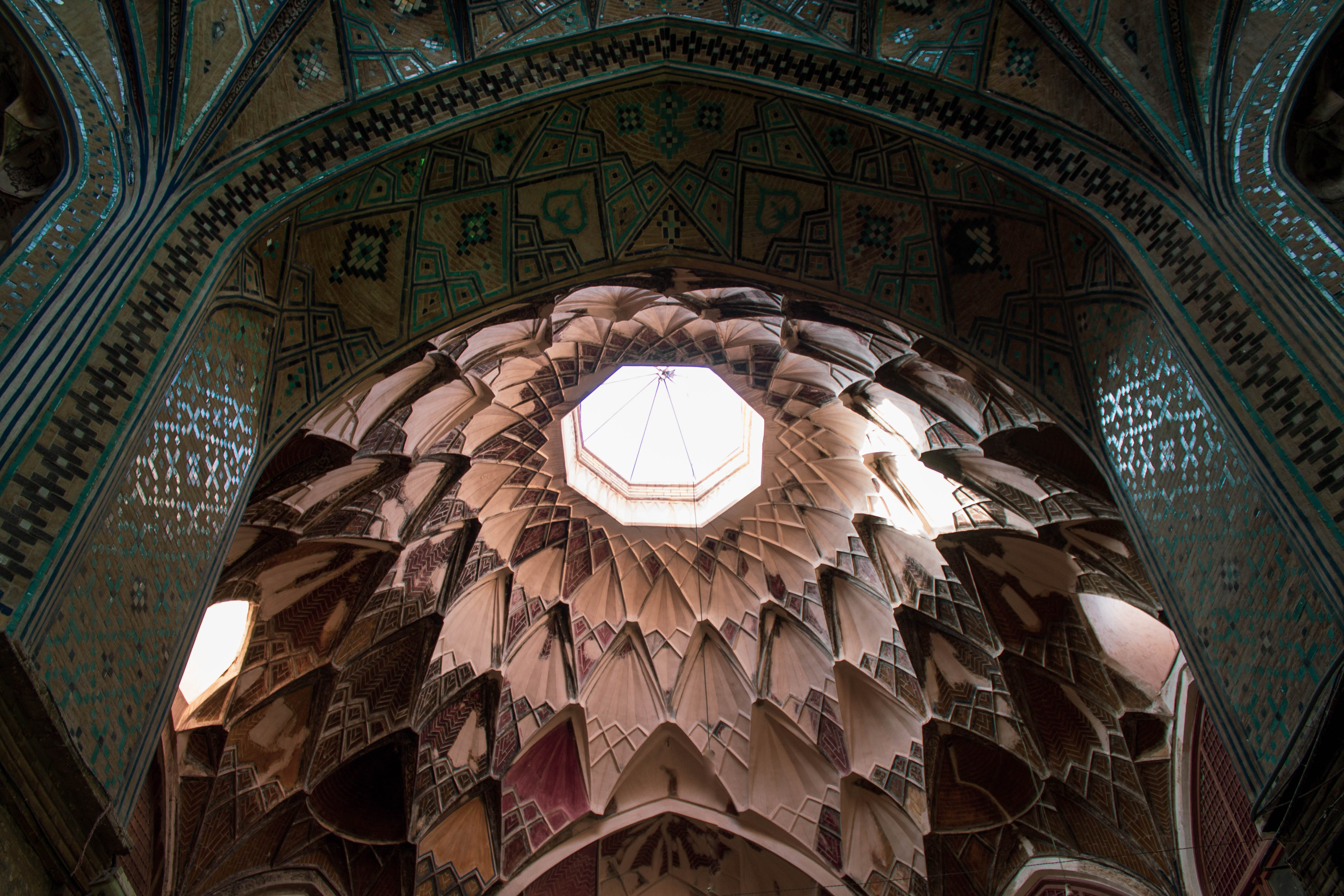
ورودی تیمچه